# بيدرو بونفاسيو بالاسيوس
بيدرو بونفاسيو بالاسيوس (بالإسبانية: Pedro Bonifacio Palacios)‏ هو صحفي وأمين مكتبة ومؤلف وشاعر أرجنتيني، ولد في 13 مايو 1854 في سان خوستو في الأرجنتين، وتوفي في 28 فبراير 1917 في لابلاتا في الأرجنتين.

## وصلات خارجية
- بيدرو بونفاسيو بالاسيوس على موقع ميوزك برينز (الإنجليزية)
- بيدرو بونفاسيو بالاسيوس على موقع ديسكوغز (الإنجليزية)